# اللغات الطبيعية الخاضعة للتحكم
اللغات الطبيعية الخاضعة للتحكم (بالإنجليزية: Controlled natural languages وتختصر ب CNL) عبارة عن مجموعات فرعية من اللغات الطبيعية التي يتم الحصول عليها عن طريق تقييد القواعد والمفردات من أجل تقليل أو إزالة الغموض والتعقيد. تقليديا، تنقسم اللغات الخاضعة للتحكم إلى نوعين رئيسيين:
تلك التي تعمل على تحسين قابلية القراءة للقراء البشريين (مثل المتحدثين غير الأصليين)، وتلك التي تتيح التحليل الدلالي التلقائي الموثوق للغة.
يتم استخدام النوع الأول من اللغات (غالبًا ما يطلق عليه اللغات «المبسطة» أو «الفنية»)، على سبيل المثال:
- ASD Simplified Technical English ،
- الإنجليزية الفنية لشركة كانربللر Caterpillar Technical English ،
- إيزي إنجليش Easy English من شركة IBM ،

في هذا المجال لزيادة جودة الوثائق التقنية، وربما تبسيط الترجمة (نصف) التلقائية للوثائق. تقيد هذه اللغات الكاتب بالقواعد العامة مثل «اختصر الجمل» و «تجنب استخدام الضمائر» و «استخدم فقط الكلمات المعتمدة من القاموس» و «استخدم فقط الصوت النشط».
النوع الثاني من اللغات له أساس منطقي رسمي، أي أن يكون له بناء جملة رسمي ودلالات، ويمكن تعيينه إلى لغة رسمية موجودة، مثل منطق الترتيب الأول. وبالتالي، يمكن استخدام هذه اللغات كلغات تمثيل للمعرفة،  ويتم دعم كتابة هذه اللغات من خلال اختبارات الاتساق والتكرار التلقائي بالكامل، والإجابة على الاستعلام، إلخ.

## اللغات
تشمل اللغات الطبيعية الحالية الخاضعة للتحكم ما يلي:  
- Attempto Controlled English[4]
- Aviation English
- لغة إنجليزية مبسطة[5]
- ClearTalk
- Common Logic Controlled English[6]
- E-Prime
- لغة الهندسة العامة
- ModeLang[7]
- نيوسبيك
- Processable English (PENG)[8]
- Seaspeak
- Semantics of Business Vocabulary and Business Rules
- Special English

## روابط خارجية
- اللغات الطبيعية الخاضعة للرقابة